# Amorphophallus commutatus
Amorphophallus commutatus är en kallaväxtart som först beskrevs av Heinrich Wilhelm Schott, och fick sitt nu gällande namn av Adolf Engler. Amorphophallus commutatus ingår i släktet Amorphophallus och familjen kallaväxter. Inga underarter finns listade.

## Bildgalleri

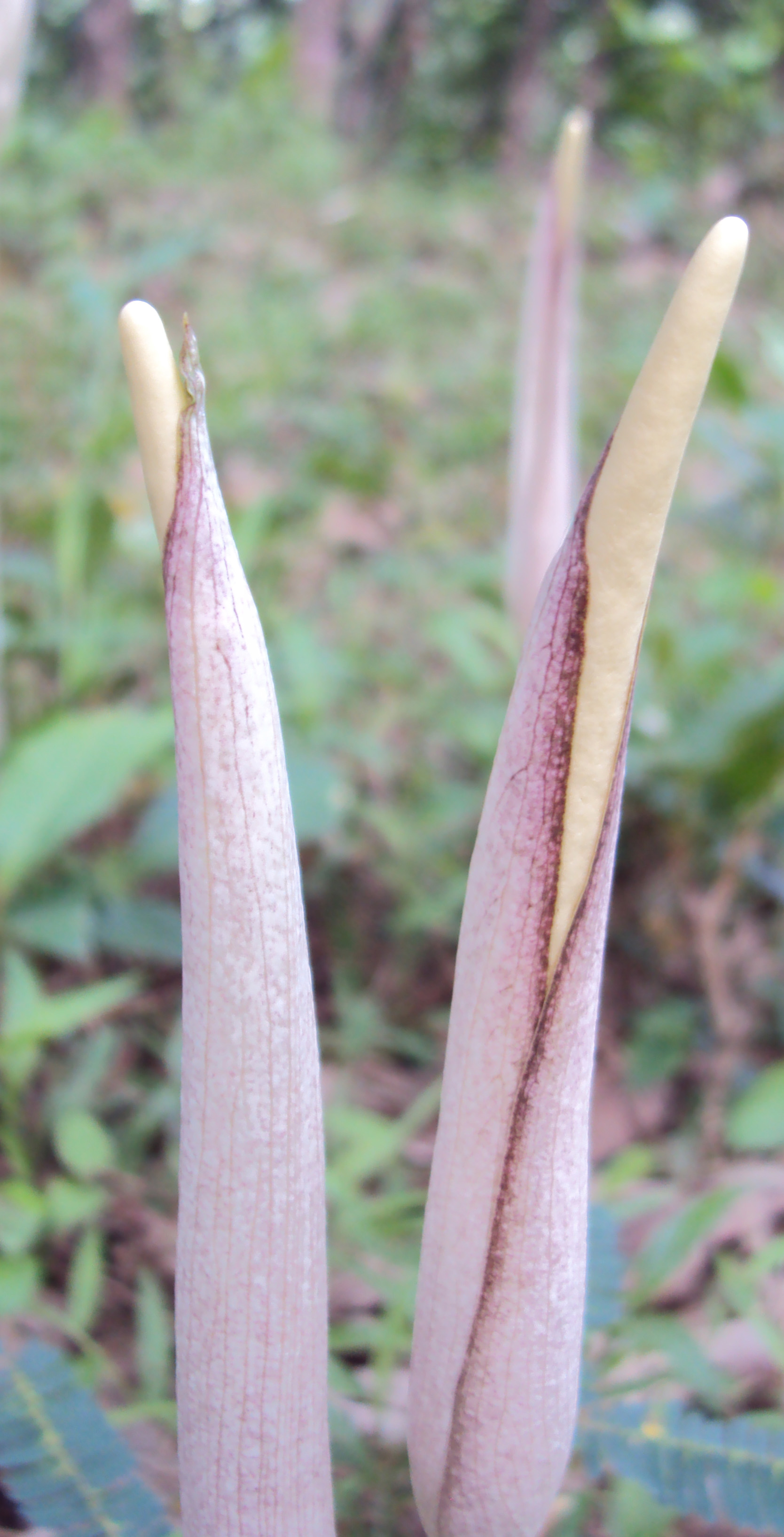
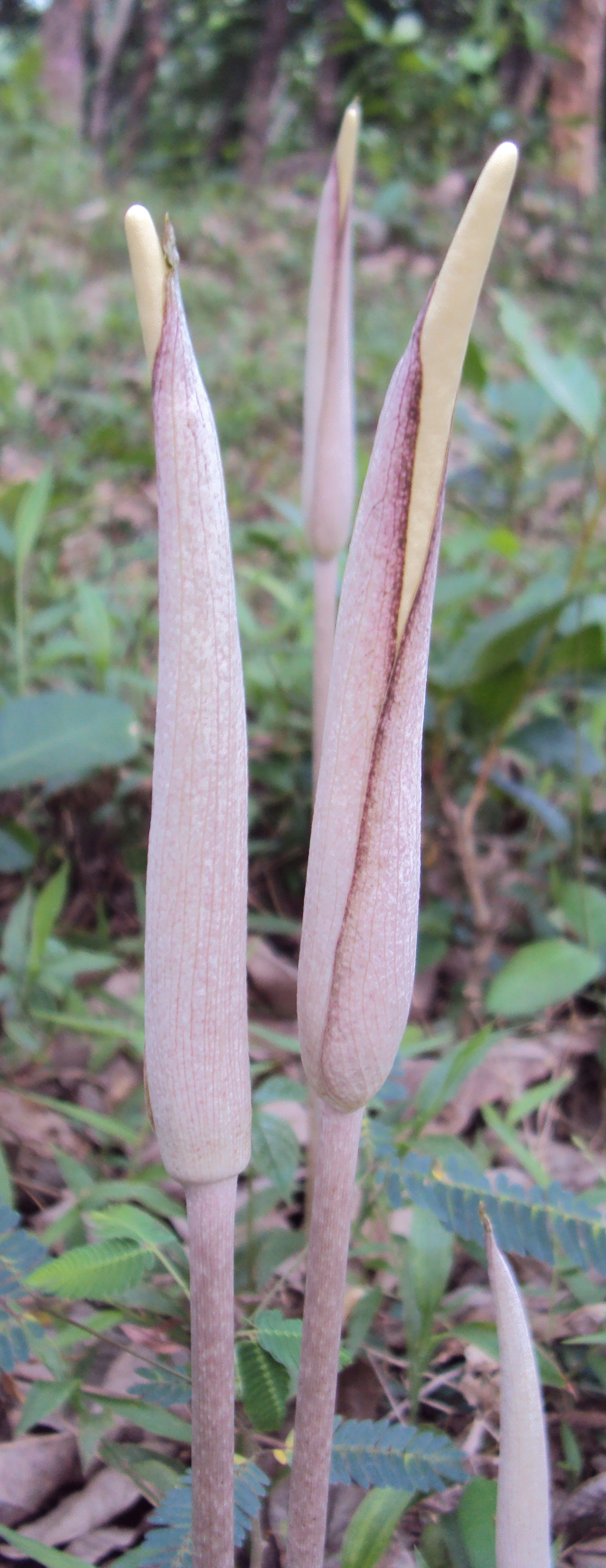
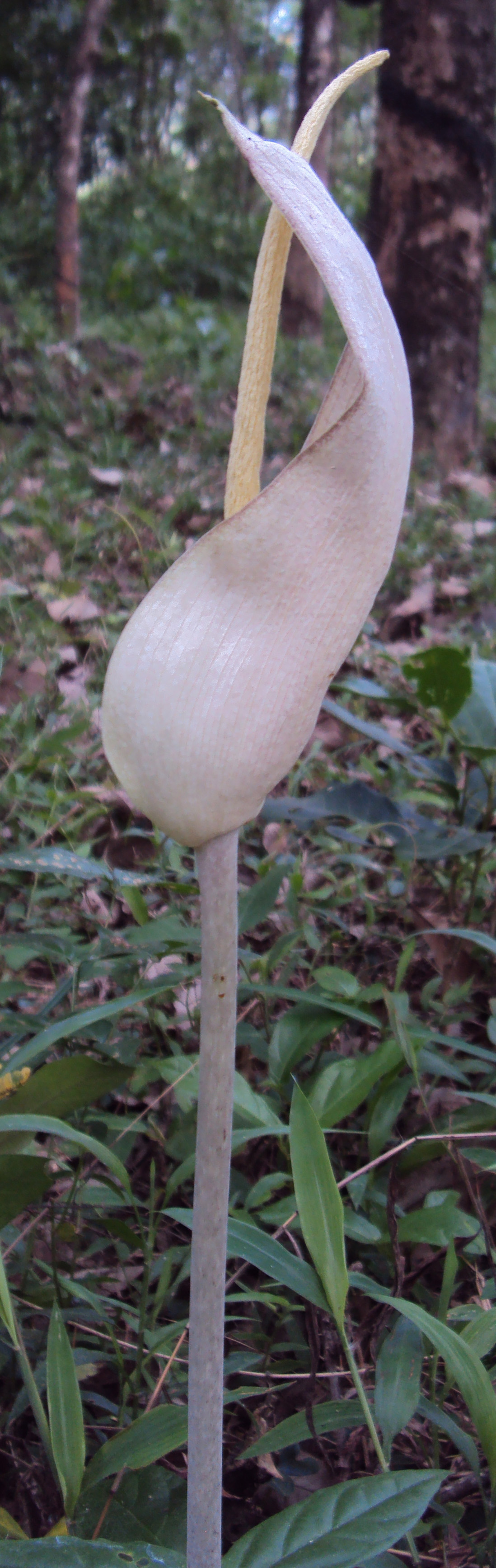
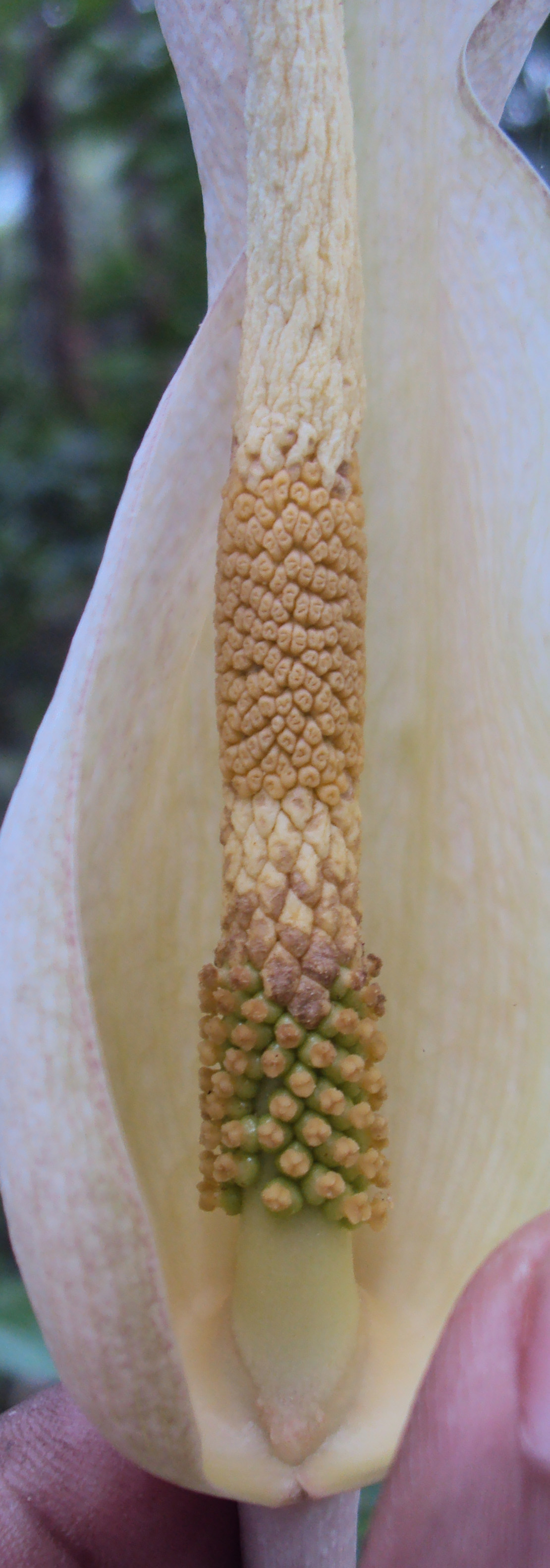